# Aqüeducte dels Frares
L'Aqüeducte dels Frares és un aqüeducte de Torà, a la comarca del Solsonès, inclòs a l'Inventari del Patrimoni Arquitectònic de Catalunya.

## Descripció
És una obra d'arquitectura civil actualment en desús. Es troba a pocs metres de la carretera de Solsona i es fa pràcticament invisible a causa de la vegetació que hi ha crescut.

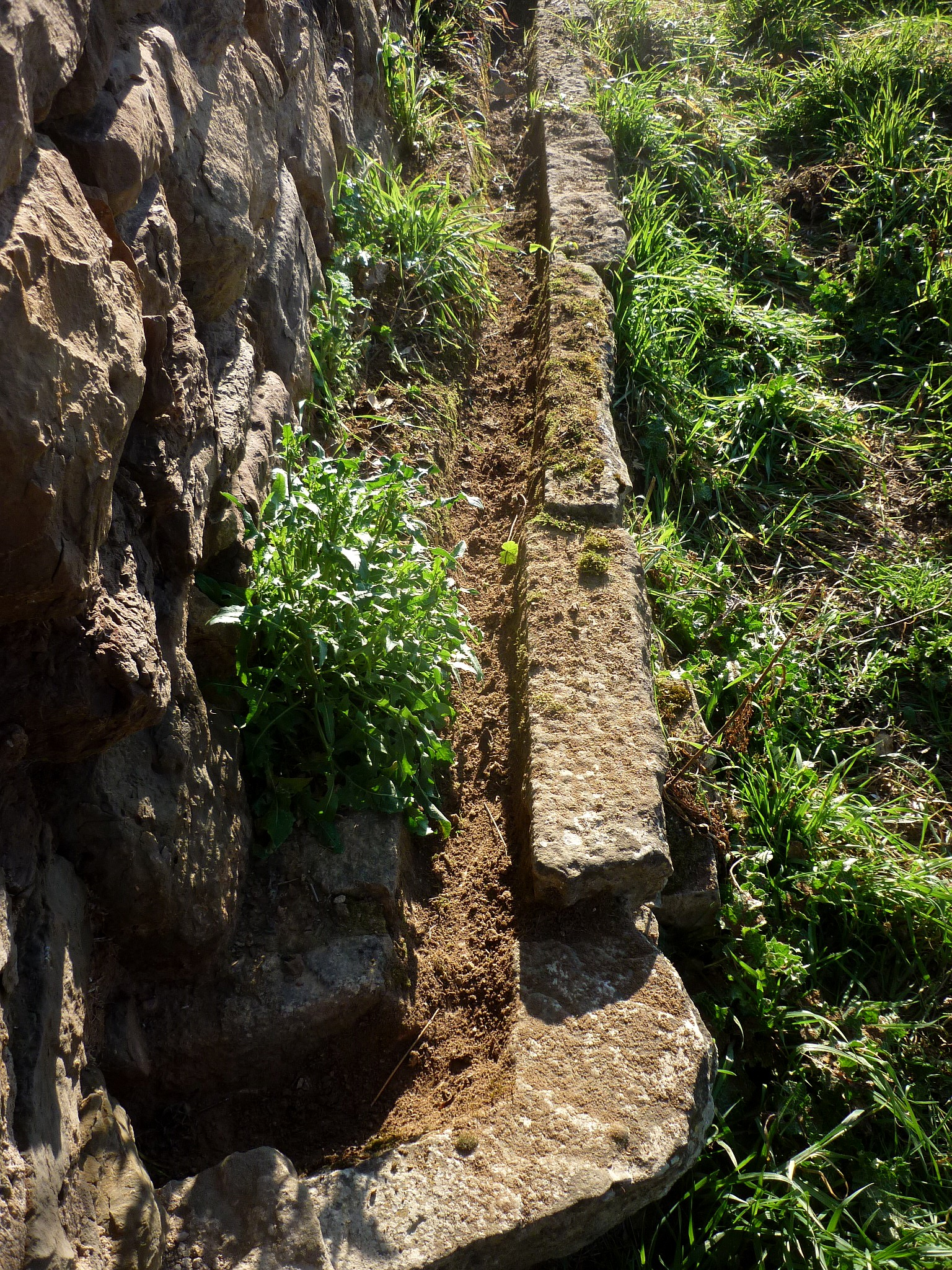
Tram de canal encara visible

Aquest aqüeducte conduïa l'aigua fins al monestir del convent de Sant Antoni de Pàdua per tal d'abastir-lo d'aigua. Es troba muntat damunt d'arcs de mig punt, avui dia tapats, amb una boca de fins a 3 m de llum. L'alçada d'aquesta construcció és d'aproximadament 1,70 m Aquests portants sustentaven un canal d'uns 50 cm que pràcticament ha desaparegut.
L'aqüeducte està construït amb carreus de pedra irregulars lligats amb morter i actualment funciona com a mur de contenció de les terres d'un camp de conreu.